# Ivan Rasmussen
Ivan Rasmussen er en tidligere dansk politiker, der var borgmester i Karup Kommune fra 1994 til 1997, valgt for Venstre.
Rasmussen var ved kommunalvalget i november 1993 Venstres borgmesterkandidat i Karup Kommune. Efter en samlet valgsejr til de borgerlige partier blev Ivan Rasmussen kommunens nye borgmester, og han 1. januar 2004 afløste socialdemokraten Kjeld Merstrand. 
I løbet af de tre første år på borgmesterposten opstod der flere gnidninger imellem Ivan Rasmussen og partifællerne fra Venstre. Ved kommunalvalget i 1997 kunne partiet ikke blive enige om at genopstille Rasmussen som borgmesterkandidat, og man valgte derfor at opstille Svend Jørgensen som ligestillet. Efter valget fortalte Dansk Folkepartis spidskandidat Christian H. Hansen, at partiet ikke kunne støtte Rasmussen som borgmester, og man indgik derfor konstitueringsaftale med Svend Jørgensen, som blev ny borgmester.
Ivan Rasmussen var ikke tilfreds med at hans eget parti havde vraget ham som borgmester, og han modarbejdede derfor den indgåede aftale imellem Venstre og resten af byrådet. Dette medførte at Venstres lokale partiforening i januar 1998 valgte at ekskludere ham fra partiet. Ivan Rasmussen fortsatte der efter i byrådet som løsgænger, inden han forlod politik ved valget i 2001. Rasmussen har i mange år drevet landbrug få kilometer fra Karup.